# Тандо Адам
Тандо Адам (урд. ٹنڈو آدم خان) је град у Пакистану у покрајини Синд. Према процени из 2006. у граду је живело 128.812 становника.

## Становништво
Према процени, у граду је 2006. живело 128.812 становника.
| 1981.  | 1998.   | 2006.   |
| ------ | ------- | ------- |
| 62.744 | 103.363 | 128.812 |